# Syrische Futsalnationalmannschaft
Die syrische Futsalnationalmannschaft ist eine repräsentative Auswahl syrischer Futsalspieler. Die Mannschaft vertritt den Syrian Football Association den syrischenFußballverband  bei internationalen Begegnungen.

## Abschneiden bei Turnieren
Für Weltmeisterschaftsendrunden unter der Schirmherrschaft der FIFA qualifizierte sich die Nationalmannschaft Indonesiens bisher noch nicht.
An Asienmeisterschaften nahm das Team bisher auch nicht teil.

### Futsal-Weltmeisterschaft
- 1989 – nicht teilgenommen
- 1992 – nicht teilgenommen
- 1996 – nicht qualifiziert
- 2000 – nicht teilgenommen
- 2004 – nicht qualifiziert
- 2008 – nicht teilgenommen
- 2012 – nicht teilgenommen
- 2016 – nicht teilgenommen

### Futsal-Asienmeisterschaft
- 1999 – nicht teilgenommen
- 2000 – nicht teilgenommen
- 2001 – nicht teilgenommen
- 2002 – nicht teilgenommen
- 2003 – nicht teilgenommen
- 2004 – nicht teilgenommen
- 2005 – nicht teilgenommen
- 2006 – nicht teilgenommen
- 2007 – nicht teilgenommen
- 2008 – nicht teilgenommen
- 2010 – nicht qualifiziert
- 2012 – nicht qualifiziert
- 2014 – nicht qualifiziert
- 2016 – nicht qualifiziert